# Theater van Herodes (Jeruzalem)
Het Theater van Herodes in Jeruzalem was een Romeins theater gebouwd door Herodes de Grote in 28 v.Chr. In dezelfde tijd bouwde Herodes elders in Jeruzalem ook nog een amfitheater.
Herodes liet het theater en het amfitheater bouwen voor drama- en muziekvoorstellingen, gladiatorengevechten en gevechten van ter dood veroordeelden met wilde beesten. De voorstellingen moesten dienen ter opluistering van de door Herodes ingestelde vijfjaarlijkse spelen die in Jeruzalem gehouden werden ter ere van keizer Augustus. Rondom het theater had Herodes opschriften ter ere van de keizer laten aanbrengen, die getuigden van zijn overwinningen. Ook stonden er massief gouden en zilveren beelden opgesteld ter ere van keizer Augustus.
Onder wetsgetrouwe Joden riepen de bouw van het theater en amfitheater veel weerstand op. Zij zagen de spelen en het vermaak eromheen als strijdig met de Joodse tradities. Bovendien zagen zij in de opgestelde beelden afbeeldingen van mensen, wat in hun ogen strijdig was met het tweede gebod.
Archeologen hebben tot op heden het theater en amfitheater van Herodes niet kunnen traceren. Gewoonlijk neemt men aan dat in later tijd op de betreffende locaties andere bebouwing is verrezen, waarbij wellicht de stenen van de bouwwerken hergebruikt zijn. Recentelijk heeft Patrich de mogelijkheid geopperd dat Herodes' theater en amfitheater geen stenen bouwwerken waren (zoals Herodes' amfitheater in Caesarea), maar dat ze van hout waren gemaakt. Als dat zo is, dan hebben de bouwwerken vermoedelijk niet veel langer bestaan dan de regeringsperiode van Herodes. Patrich wijst erop dat houten theaters en amfitheaters in deze periode niet ongebruikelijk waren.